# David Adeang
David Ranibok Waiau Adeang (Distrito de Yaren, 24 de noviembre de 1969) es un político nauruano, que actualmente se desempeña como presidente de Nauru. Adeang es el expresidente del Parlamento de Nauru y exministro de Finanzas y Justicia de Nauru, así como exministro de Relaciones Exteriores y exministro asistente del presidente de Nauru. Es miembro fundador del partido Nauru First, actualmente el único partido político de la isla.
Es hijo del expresidente Kennan Adeang.